# Dankusna
Dankusna era una ciutat de l'Imperi Hitita, situada al nord d'Hattusa, saquejada per la confederació tribal dels kashka una mica després de l'any 1400 aC, sota el regnat d'Arnuwandas I.
El rei Arnuwandas va haver de lluitar contra les continues incursions dels kashka, que es van apoderar de molts territoris i ciutats hitites.